# Judo aux Jeux olympiques d'été de 2000
Navigation
Atlanta 1996 Athènes 2004
Aux Jeux olympiques de 2000, 14 épreuves de judo (sept masculines et sept féminines).
- Femmes : 48 kg | 52 kg | 57 kg | 63 kg | 70 kg | 78 kg | 78 kg+
- Hommes : 60 kg | 66 kg | 73 kg | 81 kg | 90 kg | 100 kg | 100 kg+

## Tableau des médailles pour le judo
| Rang | Nation        | Or | Argent | Bronze | Total |
| ---- | ------------- | -- | ------ | ------ | ----- |
| 1    | Japon         | 4  | 2      | 2      | 8     |
| 2    | France        | 2  | 2      | 2      | 6     |
| 3    | Cuba          | 2  | 2      | 1      | 5     |
| 4    | Chine         | 2  | 1      | 1      | 5     |
| 5    | Italie        | 1  | 0      | 3      | 4     |
| 6    | Turquie       | 1  | 0      | 0      | 1     |
| 6    | Pays-Bas      | 1  | 0      | 0      | 1     |
| 6    | Espagne       | 1  | 0      | 0      | 1     |
| 9    | Corée du Sud  | 0  | 2      | 3      | 5     |
| 10   | Brésil        | 0  | 2      | 0      | 2     |
| 11   | Russie        | 0  | 1      | 2      | 3     |
| 12   | Royaume-Uni   | 0  | 1      | 0      | 1     |
| 12   | Canada        | 0  | 1      | 0      | 1     |
| 14   | Estonie       | 0  | 0      | 2      | 2     |
| 14   | Belgique      | 0  | 0      | 2      | 2     |
| 15   | Ukraine       | 0  | 0      | 1      | 1     |
| 15   | Roumanie      | 0  | 0      | 1      | 1     |
| 15   | Corée du Nord | 0  | 0      | 1      | 1     |
| 15   | Portugal      | 0  | 0      | 1      | 1     |
| 15   | Lettonie      | 0  | 0      | 1      | 1     |
| 15   | Kirghizistan  | 0  | 0      | 1      | 1     |
| 15   | Géorgie       | 0  | 0      | 1      | 1     |
| 15   | Biélorussie   | 0  | 0      | 1      | 1     |
| 15   | Australie     | 0  | 0      | 1      | 1     |
| 15   | Allemagne     | 0  | 0      | 1      | 1     |

## Femmes

### Moins de 48 kg
| Médaille           | Nom                 | Pays      |
| ------------------ | ------------------- | --------- |
| Médaille d'or      | Ryoko Tamura        | Japon     |
| Médaille d'argent  | Lioubov Brouletova  | Russie    |
| Médaille de bronze | Anna-Maria Gradante | Allemagne |
| Médaille de bronze | Ann Simons          | Belgique  |

### Moins de 52 kg
| Médaille           | Nom             | Pays          |
| ------------------ | --------------- | ------------- |
| Médaille d'or      | Legna Verdecia  | Cuba          |
| Médaille d'argent  | Noriko Narazaki | Japon         |
| Médaille de bronze | Sun Hui Kye     | Corée du Nord |
| Médaille de bronze | Liu Yuxiang     | Chine         |

### Moins de 57 kg
| Médaille           | Nom              | Pays      |
| ------------------ | ---------------- | --------- |
| Médaille d'or      | Isabel Fernández | Espagne   |
| Médaille d'argent  | Driulis González | Cuba      |
| Médaille de bronze | Maria Pekli      | Australie |
| Médaille de bronze | Kie Kusakabe     | Japon     |

### Moins de 63 kg
| Médaille           | Nom                  | Pays         |
| ------------------ | -------------------- | ------------ |
| Médaille d'or      | Séverine Vandenhende | France       |
| Médaille d'argent  | Li Shufang           | Chine        |
| Médaille de bronze | Gella Vandecaveye    | Belgique     |
| Médaille de bronze | Jung Sung-sook       | Corée du Sud |

### Moins de 70 kg
| Médaille           | Nom             | Pays         |
| ------------------ | --------------- | ------------ |
| Médaille d'or      | Sibelis Veranes | Cuba         |
| Médaille d'argent  | Kate Howey      | Royaume-Uni  |
| Médaille de bronze | Min-Sun Cho     | Corée du Sud |
| Médaille de bronze | Ylenia Scapin   | Italie       |

### Moins de 78 kg
| Médaille           | Nom                  | Pays     |
| ------------------ | -------------------- | -------- |
| Médaille d'or      | Tang Lin             | Chine    |
| Médaille d'argent  | Céline Lebrun        | France   |
| Médaille de bronze | Emanuela Pierantozzi | Italie   |
| Médaille de bronze | Simona Richter       | Roumanie |

### Plus de 78 kg
| Médaille           | Nom              | Pays         |
| ------------------ | ---------------- | ------------ |
| Médaille d'or      | Huan Yuan        | Chine        |
| Médaille d'argent  | Daima Beltrán    | Cuba         |
| Médaille de bronze | Mayumi Yamashita | Japon        |
| Médaille de bronze | Kim Seon-young   | Corée du Sud |

## Hommes

### Moins de 60 kg
| Médaille           | Nom             | Pays         |
| ------------------ | --------------- | ------------ |
| Médaille d'or      | Tadahiro Nomura | Japon        |
| Médaille d'argent  | Bu-Kyung Jung   | Corée du Sud |
| Médaille de bronze | Manolo Poulot   | Cuba         |
| Médaille de bronze | Aydin Smagulov  | Kirghizistan |

### Moins de 66 kg
| Médaille           | Nom                 | Pays    |
| ------------------ | ------------------- | ------- |
| Médaille d'or      | Hüseyin Özkan       | Turquie |
| Médaille d'argent  | Larbi Benboudaoud   | France  |
| Médaille de bronze | Giorgi Vazagashvili | Géorgie |
| Médaille de bronze | Girolamo Giovinazzo | Italie  |

### Moins de 73 kg
| Médaille           | Nom                | Pays        |
| ------------------ | ------------------ | ----------- |
| Médaille d'or      | Giuseppe Maddaloni | Italie      |
| Médaille d'argent  | Tiago Camilo       | Brésil      |
| Médaille de bronze | Anatoly Laryukov   | Biélorussie |
| Médaille de bronze | Vsevolods Zeļonijs | Lettonie    |

### Moins de 81 kg
| Médaille           | Nom             | Pays         |
| ------------------ | --------------- | ------------ |
| Médaille d'or      | Makoto Takimoto | Japon        |
| Médaille d'argent  | Cho In-Chul     | Corée du Sud |
| Médaille de bronze | Aleksei Budõlin | Estonie      |
| Médaille de bronze | Nuno Delgado    | Portugal     |

### Moins de 90 kg
| Médaille           | Nom                   | Pays     |
| ------------------ | --------------------- | -------- |
| Médaille d'or      | Mark Huizinga         | Pays-Bas |
| Médaille d'argent  | Carlos Honorato       | Brésil   |
| Médaille de bronze | Frédéric Demontfaucon | France   |
| Médaille de bronze | Ruslan Mashurenko     | Ukraine  |

### Moins de 100 kg
| Médaille           | Nom               | Pays   |
| ------------------ | ----------------- | ------ |
| Médaille d'or      | Kosei Inoue       | Japon  |
| Médaille d'argent  | Nicolas Gill      | Canada |
| Médaille de bronze | Yuri Stepkine     | Russie |
| Médaille de bronze | Stéphane Traineau | France |

### Plus de 100 kg
| Médaille           | Nom                | Pays    |
| ------------------ | ------------------ | ------- |
| Médaille d'or      | David Douillet     | France  |
| Médaille d'argent  | Shinichi Shinohara | Japon   |
| Médaille de bronze | Indrek Pertelson   | Estonie |
| Médaille de bronze | Tamerlan Tmenov    | Russie  |